# Diplostix ruwenzorica
Diplostix ruwenzorica är en skalbaggsart som beskrevs av Louis Burgeon 1939. Diplostix ruwenzorica ingår i släktet Diplostix och familjen stumpbaggar. Inga underarter finns listade i Catalogue of Life.